# Geomorfologické členění povrchu Země
Geomorfologickým členěním povrchu Země obvykle chápeme snahu systematicky a hierarchicky utřídit geomorfologické celky (horstva, vrchoviny, nížiny) na základě jejich geomorfologické příbuznosti a blízkosti. Vodítkem při seskupování příbuzných celků je do značné míry společná geologická minulost, ale přihlíží se i ke geografickým faktorům. Jako příklad lze uvést oblast České vysočiny. Tato oblast patří do systému pohoří, jejichž vznik započal hercynským vrásněním a je tedy na základě geologických hledisek vedena odděleně od horstev Alpsko-himálajského systému. Obdobně vymezení jednotlivých horských celků je geologické, resp. geomorfologické spíše než antropogeografické, takže nepovažujeme za dva různé celky Lužické hory a Zittauer Gebirge jen proto, že se na různých stranách česko-německé hranice používá pro totéž pohoří jiné jméno. Celá Česká vysočina tak „přetéká“ z Čech do okolních zemí. Na druhou stranu, geologové dělí hercynský prostor (mimo jiné) na Moldanubikum a Rhenohercynikum. Tato hranice prochází i Českou vysočinou, kde se projeví na úrovni subprovincií, ale nefunguje jako bezprostřední dělení celého systému Hercynských pohoří. Tam se uplatní hranice motivované geograficky, přesněji antropogeograficky, takže vedle České vysočiny rozlišujeme např. Středoněmeckou vysočinu, Francouzské středohoří apod.
Geomorfologové v různých zemích mají různý pohled na množství a druh úrovní, do kterých by se geomorfologické celky té které země měly členit. Tyto systémy jsou někdy do určité míry vzájemně kompatibilní, ale nikdy stoprocentně. Můžeme tedy mluvit o de facto standardním členění povrchu Česka, zjistíme, že český systém je navržen tak, aby bylo možné podle něj rozčlenit celý povrch Země (nejvyšší jednotky, např. Alpsko-himálajský systém, dosahují tisíce kilometrů za české hranice), ale s kompletním členěním zemského povrchu podle tohoto systému se nesetkáme, protože zahraniční geomorfologové mají své vlastní systémy. Dokonce i členění používané v Česku a na Slovensku se původně poněkud lišilo, než bylo ve druhé polovině 20. století sjednoceno.

## Česko a Slovensko
Hlavní článek: Geomorfologické členění Česka, Geomorfologické členění Slovenska
Pro členění (regionalizaci) reliéfu se používá systém navržený kolektivem autorů z Geografického ústavu ČSAV v Brně (editor T. Czudek, 1972; aktualizace vyšla 1987 – Jaromír Demek (ed.): Lexikon ČSR: Hory a nížiny).
České členění používá následující taxonomické úrovně:
1. systém. Typicky rozsáhlá oblast, jejíž horniny se vesměs dostaly na povrch v jednom geologickém období (např. Alpsko-himálajský systém odpovídá alpinskému vrásnění, Hercynský systém hercynskému). „Systém je nejvyšší geomorfologická jednotka, odpovídá základní strukturně-tektonické jednotce."
2. subsystém. Typicky rozsáhlejší horstva a nížiny zvlášť (např. Alpy, Karpaty, Panonská pánev). „Subsystém odpovídá orografickému komplexu základní strukturně-tektonické jednotky."
3. provincie (provincia). „Odpovídá strukturně-tektonické jednotce nižšího řádu."
4. subprovincie (soustava, subprovincia, sústava)
5. oblast (podsoustava, podsústava)
6. celek. Na této úrovni se objevuje většina názvů, které běžně chápeme jako jedno pohoří.

## Polsko
Hlavní článek: Geomorfologické členění Polska
Polskou taxonomii navrhl Jerzy Kondracki (Geografia regionalna Polski, PWN, Warszawa 2002, ISBN 83-01-13897-1). Navazuje na desetinnou klasifikaci Mezinárodní dokumentační federace (FID) z roku 1971.
Polské členění používá následující taxonomické úrovně:
1. megaregion (např. Zaalpská střední Evropa). Na rozdíl od českých systémů je tato úroveň motivovaná více geograficky než geologicky a není s českými systémy kompatibilní.
2. provincie (prowincja, např. Středoevropská nížina). Tuto úroveň lze dobře srovnat s českými provinciemi.
3. subprovincie (podprowincja, např. Jihobaltské pobřeží). Tuto úroveň lze dobře srovnat s českými subprovinciemi, i když některé subprovincie na česko-polské hranici jsou pojaty různě.
4. makroregion (např. Štětínské pobřeží). Obdoba české oblasti.
5. mezoregion (např. Uznam a Wolin). Obdoba českého celku.
6. mikroregion (např. Brama Świny). Obdoba českého okrsku.

## Německo
Hlavní článek: Geomorfologické členění Německa
Spolkový úřad pro ochranu přírody (Bundesamt für Naturschutz) definuje 69 krajinných jednotek (Naturräumliche Haupteinheiten), které se dělí do 7 velkých celků zhruba na úrovni českých subprovincií:
- Severozápadoněmecká nížina (Nordwestdeutsches Tiefland)
- Severovýchodoněmecká nížina (Nordostdeutsches Tiefland)
- Západní středohoří (Westliches Mittelgebirge)
- Východní středohoří (Östliches Mittelgebirge)
- Jihozápadní středohoří (Südwestliches Mittelgebirge / Stufenland)
- Alpské předhůří (Alpenvorland)
- Alpy (Alpen)

## Rakousko
Hlavní článek: Geomorfologické členění Rakouska
Dělí se na tři geologicky odlišné oblasti:
- Granit- und Gneishochland (Žulovo-rulová vysočina) se říká rakouské části České vysočiny.
- Vorländer und Randalpine Becken (Podhůří a pánve na okraji Alp)
- Alpy (v Rakousku výhradně Východní Alpy)

Dělení Žulovo-rulové vysočiny a alpských podhůří je nejednotné, ale pro dělení Východních Alp existuje de facto standard zavedený rakouským, německým a jihotyrolským alpským spolkem v roce 1984. Tento systém staví na dělení, jaké navrhl Josef Moriggl už v roce 1924.